# Miruvor
El miruvor, también llamado "cordial de Imladris", es, en el legendarium de J. R. R. Tolkien, un líquido tibio, fragante y transparente que destilaban los elfos. Entre sus propiedades se encuentra la de proporcionar al que lo bebe renovadas fuerzas y vitalidad. Los elfos nunca revelaron cómo lo destilaban, pero se sabe que procedía de las fuentes de los Jardines de Yavanna. El miruvor era servido por los elfos durante las fiestas. 
Elrond le dio a Gandalf un frasco de esta bebida cuando la Comunidad partió de Rivendel hacia el Monte del Destino. Durante la tormenta de nieve en Caradhras, Gandalf le dio a los miembros de la Compañía un trago de miruvor para revitalizar sus helados y cansados cuerpos, y gracias a ello salvaron la vida de los hobbits. Les dio otro trago cuando pararon a descansar, y un tercer trago al entrar por primera vez en las minas de Moria. En ese punto, el precioso brebaje casi se les había acabado.
El miruvor también es mencionado en el lamento que Galadriel cantó cuando la Comunidad dejó Lórien: 

Yéni ve lintë yuldar avánier mi oromardi lisse-miruvóreva Andúnë pella...
Los años han pasado como sorbos rápidos y dulces de miruvor en las salas de más allá del Oeste...
La Comunidad del Anillo: "Adiós a Lórien", p. 508

## Etimología
No se conoce la traducción exacta desde el quenya para miruvor (o miruvórë), pero Tolkien lo comparaba al néctar griego, por lo que uno de los posibles significados etimológicos que él le daba era el de "Vencedor de la muerte".

## Error en la traducción
En algunas ediciones de El Señor de los Anillos miruvor está traducido como "hidromiel blanco", cuando debería aparecer miruvor tal cual, ya que en la mitología de Tolkien éstas eran dos bebidas distintas.
- Datos: Q7469571